# Staroslověnské písemnictví
Staroslověnské písemnictví je nejstarší literatura na dnešním českém území. Vznik prvních staroslověnských písemných památek je datován do 9. století.

## Počátky
Na dnešní české území pronikalo křesťanství jak ze západu (Západofranská říše, tak i z východu (Byzantská říše). Lidé neměli křesťanský jazyk.

## Příchod věrozvěstů
Vládce Velké Moravy Rostislav potřeboval především nezávislou církevní organizaci. Roku proto požádal nejprve papeže, a když se odpovědi nedočkal, tak v roce 862 byzantského císaře Michaela III. o biskupa, který by Moravanům vyložil pravou víru ve srozumitelném jazyce. Císař však neposlal biskupa, ale dva učené bratry, diplomaty Konstantina a Metoděje. Tito bratři pocházeli ze Soluně, kde bylo podobné nářečí jako na Velké Moravě. Přesné datum, kdy v roce 863 na Moravu bratři skutečně přišli, není ze soudobých pramenů písemně doloženo. Podle tradice se tak stalo 11. května, podle dnešního kalendáře 24. května.

## Význam příchodu věrozvěstů
Konstantin a Metoděj přinesli staroslověnštinu a písmo hlaholici. Tu sestavil Konstantin z malých písmen řecké abecedy. Příchod Konstantina a Metoděje měl hned několik významů: význam politický (proti germanizaci), význam náboženský (liturgie a biblické texty v rodném jazyce), význam literární (základy staroslověnského písemnictví).

## Nejstarší díla věrozvěstů
- Proglas – veršovaný předzpěv k překladu evangelií do staroslověnštiny, kde autor (pravděpodobně sám Konstantin Filozof, svatý Cyril) vysvětluje potřebu porozumění a vzdělání
- Kyjevské listy – hlaholicí psaný zlomek opisu Misálu
- Zákon sudnyj ljudem (Soudní zákoník pro lid) – hlaholicí psaný první psaný právní spis ve staroslověnštině moravské redakce. Text je určen zejména laikům, tedy civilnímu obyvatelstvu. Vznikl v 2. polovině 9. století, o místě sepsání sice nepanuje zcela jednotný názor, ale místem vzniku je s nejvyšší mírou pravděpodobnosti mocenské centrum Velkomoravské říše.